# European Open 1989
Відкритий чемпіонат Європи з тенісу 1989 — жіночий тенісний турнір, що проходив на відкритих кортах з ґрунтовим покриттям Drizia-Miremont Tennis Club у Женеві (Швейцарія). Належав до турнірів 2-ї категорії в рамках Туру WTA 1989. Тривав з 22 до 28 травня 1989 року. Третя сіяна Мануела Малеєва здобула титул в одиночному розряді.

## Фінальна частина

### Одиночний розряд
Мануела Малеєва —  Кончіта Мартінес 6–4, 6–0
- Для Малеєвої це був 2-й титул за сезон і 14-й — за кар'єру.

### Парний розряд
Катріна Адамс /  Лорі Макніл —  Лариса Савченко /  Наташа Звєрєва 2–6, 6–3, 6–4
- Для Адамс це був 4-й титул за сезон і 8-й — за кар'єру. Для Макніл це був 2-й титул за сезон і 20-й — за кар'єру.